# Рамон Кірога
Рамо́н Кіро́га Арансі́бія (ісп. Ramón Quiroga Arancibia, нар. 23 липня 1950, Росаріо) — перуанський футболіст аргентинського походження, який грав на позиції воротаря. Відомий за виступами у перуанських клубах «Спортінг Крістал» та «Універсітаріо де Депортес», а також у складі збірної Перу, у складі якої грав на чемпіонатах світу 1978 та 1982 років. Після закінчення виступів на футбольних полях — футбольний тренер, відомий за роботою в низці перуанських клубів.

## Клубна кар'єра
Рамон Кірога народився в аргентинському місті Росаріо, де й розпочав виступи на футбольних полях у місцевій команді «Росаріо Сентраль». У 1973 році перебрався до Перу, де грав у команді «Спортінг Крістал». У 1975 році ненадовго повернувся до Аргентини, де грав за «Індепендьєнте» з Авельянеди, проте за рік повернувся до «Спортінг Крістал». Невдовзі він отримав перуанське громадянство. У складі «Спортінг Крістал» Кірога грав до 1983 року, після чого протягом року грав за еквадорський клуб «Барселона» з Гуаякіля. Після повернення до Перу Кірога грав у складі клубів НКІ та «Універсітаріо де Депортес», закінчив виступи на футбольних полях у 1986 році.

## Виступи за збірну
Після прийняття перуанського громадянства Рамон Кірога отримав запрошення до перуанської збірної, в якій дебютував у 1977 році. Наступного року він був основним воротарем збірної на чемпіонаті світу 1978 року в Аргентині. Перша половина турніру склалась для перуанців успішно, й вони пройшли до другого етапу чемпіонату, зайнявши перше місце в групі. На другому етапі у грі зі збірною Польщі Кірога вирішив допомогти своїй команді в атаці, і на чужій половині поля в боротьбі за м'яч завалив Гжегожа Лято на газон, за що отримав жовту картку. ставши першим воротарем на чемпіонатах світу, який отримав жовту картку за порушення правил на чужій половині поля. Останнім матчем перуанської збірної, яка втратила до того часу шанси на продовження боротьби за медалі, був матч зі збірною Аргентини, яку для виходу до фіналу влаштовувала перемога з різницею в чотири м'ячі. У цьому матчі Кірога пропустив 6 м'ячів, на які перуанська збірна забитими голами не відповіла, що дало можливість суперникам аргентинців, переважно гравцям збірної Бразилії, звинувачувати аргентинців у підкупі воротаря перуанців, який і забезпечив необхідний результат матчу, оскільки він сам є етнічним аргентинцем, і деякий час грав у одній команді з кількома гравцями аргентинської збірної. Рамон Кірога був основним воротарем збірної й на наступному чемпіонаті світу в 1982 році в Іспанії, на якому перуанська збірна виступила невдало, та зайняла останнє місце в першому груповому турнірі. У складі збірної Кірога грав до 1985 року. всього провів у складі національної команди 52 матчі.

## Тренерська кар'єра
Після закінчення виступів на футбольних полях Рамон Кірога за кілька років розпочав тренерську кар'єру. розпочав тренерську діяльність у 1990 році в клубі «Депортіво Мунісіпаль», у 1992 році став головним тренером клубу «Сьєнсіано», в якому повторно був головним тренером у 1996—1998 роках, після чого вдруге керував діями клубу «Депортіво Мунісіпаль». у 1993 році вперше очолив «Універсітаріо де Депортес», вдруге керував його діями у 2003 році, після чого не працював у професійних командах.